# Bolão (boliche)

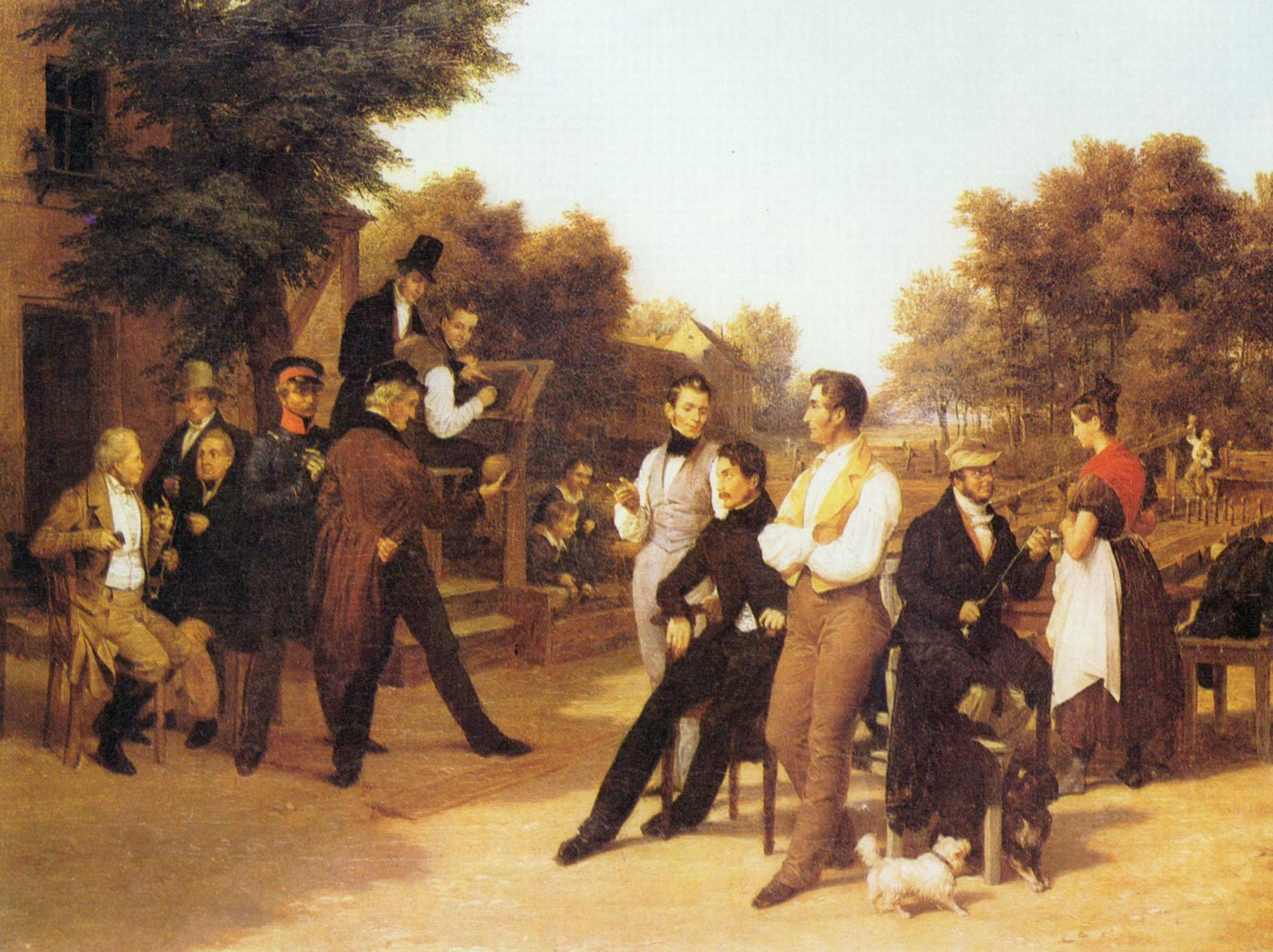
Pintura de Friedrich Eduard Meyerheim, mostra o jogo.

Bolão (também conhecido como boliche de nove pinos ou boliche nove-pinos) é uma modalidade esportiva, espécie primitiva de boliche, de origem germânica, onde recebeu o nome de Kegeln, composto de uma pista de madeira, bolas de arremesso feitas de madeira ou resina, e nove pinos de plástico ou madeira.
Na Alemanha há cerca de 90 mil jogadores cadastrados, e no restante da Europa cerca de 130 mil adeptos, em países como Suíça, Liechtenstein, Áustria, Bélgica, Eslovênia, Luxemburgo, Croácia, Sérvia, Hungria e outros, reunidos em federações. É também praticado no Texas e na Região Sul do Brasil, onde é forte a presença cultural de imigrantes alemães e possuindo federações estaduais, como a Federação de Bolão do Rio Grande do Sul.

## Objetivo do jogo
O objetivo do jogador é arremessar as bolas na pista de madeira e acertar o maior número possível de pinos, possuindo variações de estilo de jogadas.

## História

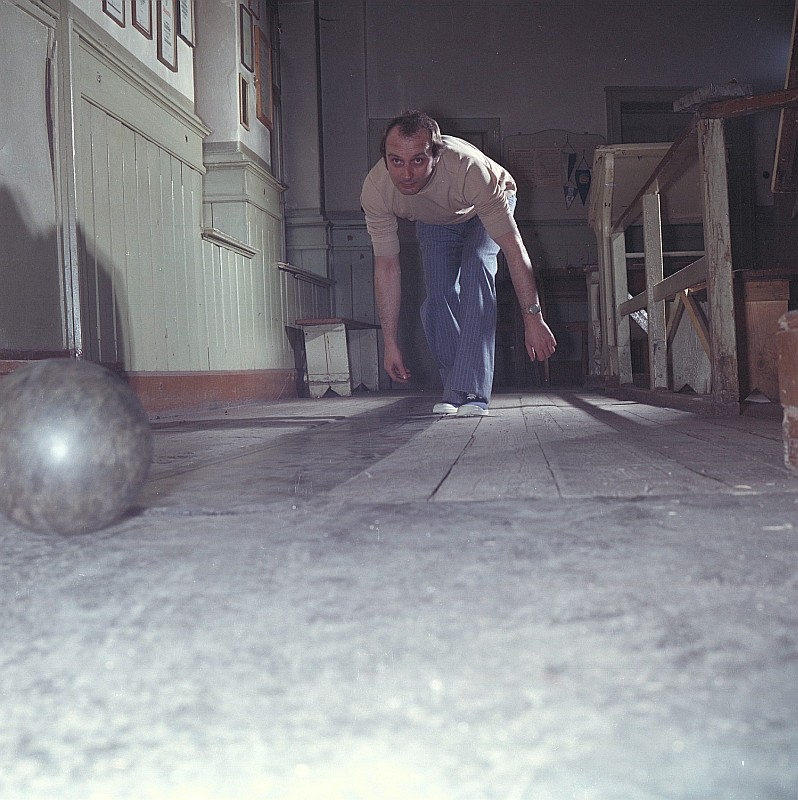
Cancha de bolão na Alemanha Oriental (1976).

Este é um dos mais antigos tipos de jogos da história da Humanidade. Existe há cerca de 3 500 anos, onde escavações em sítios arqueológicos egípcios detectaram sinais de um jogo de bolão ancestral. Inclusive há indícios de que povos bárbaros e tribais teriam um eventual jogo com caveiras e ossos no lugar de bolas e pinos.
O chamado bolão é ancestral ao boliche, sendo este uma espécie de descendente do mesmo. Em períodos variados da história, o bolão foi de forma recorrente condenado como jogo de azar ou praga, ora pela Igreja, ora pelo Estado, já que em torno das reuniões de "bolonistas" (denominação dada a estes jogadores) havia por várias vezes bebedeiras, brigas, discussões e apostas em dinheiro. Isso fez com que esta prática esportiva fosse perseguida. Até que nos Estados Unidos encontraram uma forma de liberar o jogo oficialmente: os norte-americanos acrescentaram mais um pino, alteraram um pouco as regras, o desenho e formato das pistas, pinos e bolas, e finalmente renomearam o bolão para bowling (boliche, em português).
Desse modo, estava criado um "novo jogo", cujos praticantes não mais cometiam nenhuma infração.

## No Brasil
No Brasil, assim como o jogo de bocha está mais ativo e presente dentro das comunidades de italianos e descendentes, o bolão da mesma forma está mais concentrado entre seus pares alemães, por isso tal modalidade é praticamente encontrada mais fortemente organizada na região Sul (Paraná, Santa Catarina e Rio Grande do Sul) e um pouco na região Sudeste (mais em São Paulo e Rio de Janeiro).

## Competições
É considerado esporte amador, porém está organizado em federações estaduais, com campeonatos locais, nacionais e interestaduais, disputados anualmente. Há inclusive campeonatos mundiais organizados pela WNBA (World Ninepin Bowling Association) e FIQ (Fédération Internacionale des Quillieurs), sendo que em um destes já tivemos um brasileiro como campeão mundial.